# 贡山对囊蕨
贡山对囊蕨（学名：Deparia sichuanensis var. gongshanensis）也称为贡山蛾眉蕨，为蹄盖蕨科对囊蕨属下的一个变种。